# 黒木姉妹
黒木姉妹（くろきしまい）は、姉・美佳（みか・1983年8月6日）と、妹・千春（ちはる・1985年3月1日）の姉妹デュオ。宮崎県西都市出身。所属事務所は美カルチャージャパン、レコード会社は徳間ジャパンコミュニケーションズ。

## 来歴
- 幼い頃から民謡を習い、姉の美佳は中学2年生のときに民謡日本一となる。妹の千春は、2006年「みやざき花の女王」（ミス宮崎）に選ばれる。
- 2010年（平成22年）1月27日、「泣かんとよ」で徳間ジャパンコミュニケーションズからデビュー。全国各地でキャンペーン実施。
  - 同年2月、故郷の西都市で「ふる里コンサートvol.1」（会場：西都市民会館）を開催する。「西都市ふるさと大使」に任命。
  - 同年8月、黒木姉妹サポーターズクラブを発足。
- 2011年（平成23年）には、2ndシングル「恋していいですか」が関西歌謡大賞の課題曲にもノミネートされる[4]。
- 2014年（平成26年）、「みやざき大使」に任命される[5]。
- 2015年（平成27年）には、「みやざき花のPR大使」に任命される[6][7]。
- 2020年（令和2年）6月17日、デビュー10周年記念「まかせんね」発売。

## 人物
- 黒木姉妹（姉：美佳　妹：千春）は、宮崎県西都市出身、年子の本物の姉妹で、4歳と3歳の頃から日本舞踊を習い始める。
- 姉（美佳）が小学校4年生、妹（千春）が3年生の頃、歌手を目指す原点となる民謡と出会う。
- 2人が小・中学生の頃は、日本舞踊、民謡、ピアノ、書道など、1週間、習い事で埋まっていたという[8]。
- 母親の決まり台詞は「芸は身を助ける」[8]。
- 歌好きな父親と、宝塚を目指していた母親の影響で、幼い頃から歌うことが大好きで場所問わず歌っていた。
- 母親が2人を民謡教室に連れていった[8]ことがきっかけで、師匠となる井上司（現）市議会議員と出会う。
- 民謡を習い始め、先に妹（千春）が県で上位に入賞、少年少女民謡九州大会に出場して3位に輝く[1]。その悔しさに、姉（美佳）の負けん気と歌心に火がつき、次々と県大会で優勝、九州大会優勝、全国大会優勝、そして当時最年少で民謡三冠王に輝く。NHK「のど自慢大会」にも出場し優勝、グランプリチャンピオン大会にまで出場する[1]。
- 高校時代、姉（美佳）は民謡に熱中、妹（千春）はモデル活動を開始する。妹（千春）は、地元のバラエティー番組やTVCM、ファッションショー等に出演。
- 姉（美佳）は高校卒業後、音楽業界からスカウトされ、卒業式の翌日に上京し、修行を積む。両親が送迎会をホテルで開催し、100名を超える地元の人が来場した。
- 妹（千春）は高校卒業後、宮崎市の芸能事務所（海汐プロダクション）に所属し、雑誌モデル、ファッションショーに出演。
- 2006年　妹（千春）は、憧れの「みやざき花の女王」に抜擢される[7][1]。その一方、タレントとしてテレビ・雑誌等にも出演。
- 2007年　妹（千春）は、「人生、一度きりだから後悔したくない」と女優を志し上京を決める。
- 妹（千春）は上京後、数々のテレビドラマや映画に出演[7]。相武紗季が所属する芸能プロダクションボックスコーポレーションのレッスンに通い演技を学んでいる最中に、姉（美佳）の繋がりで音楽関係者と出会う。その音楽関係者から「今の音楽界に異色の姉妹デュオがいないから2人で歌をうたってみないか」と話をもらい、黒木姉妹が誕生する。
- 2012年6月6日　芸能事務所「美カルチャージャパン（MCJ）」設立。代表取締役は、姉（美佳）である黒木美佳。
- 妹（千春）が女優業を再開[7]。

所属事務所(Kan Promotion)

## ディスコグラフィ
- 泣かんとよ（2010年1月27日） - c/w花太鼓
- 恋していいですか（2011年1月26日） -c/w燃えちゃろか
- 夢花火 (2012年3月7日) ‐c/w東京下町恋物語
- 博多のおんな（2013年6月5日）−c/wソーラン海峡
- 東京・難破船(2014年6月4日）−c/wふるさとは日向（ひむか）
- 黒木姉妹ファーストアルバム～姉妹の夢歌つづり～全12曲収録（2014年11月5日）
- まかせんね（2020年6月17日） - c/wべっぴんさん（作詞:黒木美佳）